# Lilla Börsskär (ö vid Asterholma, Brändö)
Lilla Börsskär är ett skär i Åland (Finland). Det ligger i Skärgårdshavet och i kommunen Brändö i landskapet Åland, i den sydvästra delen av landet. Ön ligger omkring 64 kilometer öster om Mariehamn och omkring 220 kilometer väster om Helsingfors.
Öns area är 13,8 hektar och dess största längd är 0,7 kilometer i sydöst-nordvästlig riktning. Trakten är glest befolkad. Närmaste större samhälle är Brändö, 12,5 km norr om Lilla Börsskär.